# (112328) Klinkerfues
(112328) Klinkerfues est un astéroïde de la ceinture principale d'astéroïdes. Il a été nommé ainsi en l'honneur de l'astronome allemand Ernst Friedrich Wilhelm Klinkerfues (en).

## Description
(112328) Klinkerfues est un astéroïde de la ceinture principale d'astéroïdes. Il fut découvert le 16 juin 2002 à l'Observatoire Palomar par Maik Meyer. Il présente une orbite caractérisée par un demi-grand axe de 2,40 UA, une excentricité de 0,14 et une inclinaison de 0,9° par rapport à l'écliptique.

## Compléments